# Acetylgruppe

Acetylgruppe (blau) als Teil eines Moleküls mit Rest R (links), Acetylkation (Mitte) und Acetylradikal (rechts). Der Acetyl-Rest hat die Summenformel C_{2}H_{3}O.

Der Begriff Acetylgruppe (abgekürzt: Ac) bezeichnet die chemische Struktur –C(O)CH3, die sich aus der Carbonyl- und Methylgruppe zusammensetzt. Sie ist die von der Essigsäure (AcOH) abgeleitete Acylgruppe. Die Bezeichnung ist abgeleitet vom lateinischen acetum = „Essig“ sowie von altgriechisch ὕλη hýlē, deutsch ‚Holz, Stoff, Materie‘. Die Gruppe, die auch das zweite Sauerstoffatom der Essigsäure umfasst, wird Acetoxygruppe genannt.
Die Acetylgruppe kommt in sehr vielen natürlichen (biologischen) und synthetischen Molekülen, z. B. Acetylsalicylsäure (Aspirin), vor. Als Acetyl-Coenzym A sind Acetylgruppen Bestandteil bzw. Ausgangs- oder Endprodukte zahlreicher Reaktionen des Stoffwechsels. Die chemische beziehungsweise biochemische Anlagerung einer Acetylgruppe bezeichnet man in der organischen Chemie als Acetylierung, wobei ein oder mehrere Wasserstoffatome im Molekül durch je eine Acetylgruppe ausgetauscht werden. In biologischen Systemen erfolgen Acetylierungen durch Übertragung der Acetylgruppe vom Acetyl-Coenzym A auf die jeweiligen Substratmoleküle.